# Комар жёлтолихорадочный

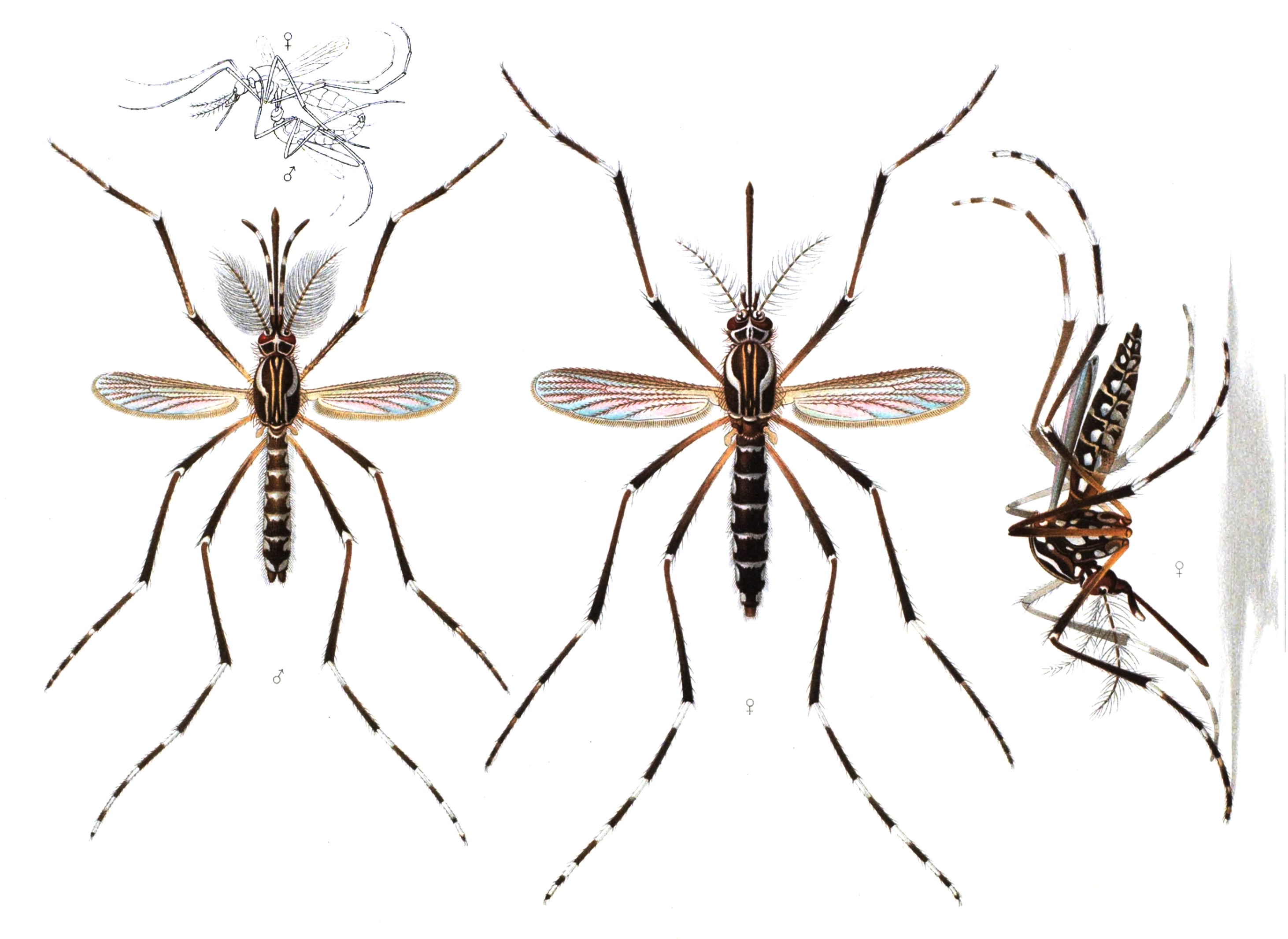

Комар жёлтолихорадочный, или кусака жёлтолихорадочный (лат. Aedes aegypti) — вид двукрылых кровососущих насекомых из семейства комаров, который является переносчиком лихорадки денге, чикунгуньи, жёлтой лихорадки, вируса Зика, и некоторых других. Довольно легко узнаваемый вид по ярким белым отметинам на ногах и такого же цвета полосам — «лире», на переднеспинке.

## Распространение
Первоначальным местом обитания этого комара является Африка, причём среди африканских комаров у него имеется ряд очень близких сородичей того же подрода.
В Центральной Америке и на островах Карибской области популяции этого комара были исключительно городские, поэтому вполне вероятно, что этого комара завезли сразу после начала колонизации, когда суда стали интенсивно использоваться для перевозки рабов.
В настоящее время теперь его ареал заметно расширился, он встречается во всех тропических и субтропических областях. В последнее время встречается к северу до Бреста и Одессы, захватив Грузию, Юг России и Украины.
В 2013 году этот вид комаров появился в американском городе Фресно (штат Калифорния), а в 2017 году компания Verily Life Sciences начала борьбу с ними: она выпускает в город по 1 миллиону самцов этого вида комаров, заражённых бактериями вольбахия. В результате этого заражения, самки, оплодотворённые заражёнными самцами, откладывают яйца, из которых не появляется потомство. Всего планируется выпустить около 20 миллионов заражённых самцов для полного уничтожения популяции.

## Описание

### Яйцо
Яйца во время откладки белые или желтоватые, но быстро буреют. Самки откладывают их по одному.

### Схожие виды
Взрослых самок можно спутать с самкой вида Aedes notoscriptus, у которой похожий рисунок из чешуек, но отличие в бледных полосках посередине хоботка, а также с видом Aedes mallochi, у которого такой же белый рисунок, но «лира» из одной полосы.

## Экология
Активнее всего комар кусает в сумерках и на рассвете, но также и в дневное время в жилых помещениях или при облачной погоде. В ясную солнечную погоду прячется в тени.
Самка комара, насосавшаяся крови больного жёлтой лихорадкой, становится заразной через 4 дня при температуре 30 °C и через 20 дней — при температуре 23 °C.